# Districte d'Eichstätt
El districte d'Eichstätt, en alemany Landkreis Eichstätt, és un districte rural (Landkreis), una divisió administrativa d'Alemanya, situat a la regió administrativa de l'Alta Baviera a l'estat federat de l'Estat Lliure de Baviera (Freistaat Bayern). Limita al sud i en sentit horari amb el districte de Neuburg-Schrobenhausen, Donau-Ries, Weißenburg-Gunzenhausen, Roth, Neumarkt, Kelheim, Pfaffenhofen, i per la ciutat d'Ingolstadt. Compta amb una població de 119.600 habitants (2017).

## Història
El districte d'Eichstätt en la seva forma actual es va establir el 1972, combinant l'antic districte d'Eichstätt amb parts dels districtes dissolts d'Ingolstadt, Beilngries, Riedenburg i Hilpoltstein. La ciutat d'Eichstätt va perdre la seva condició de ciutat lliure de districtes i es va convertir en la capital del nou districte.
Avui el districte d'Eichstätt té poderoses estructures econòmiques. La taxa de desocupats només és de l'1,2% (juny de 2011).

## Geografia
El districte es troba a la part sud de la Jura francòfona. El 80% del districte està situat al Parc Natural de la Vall d'Altmühl. Al sud-est el Danubi forma una petita part de la vora.

## Escut d'armes
| Escut d'armes | L'escut d'armes mostra: - una torxa, que simbolitza la zona industrial de l'àrea metropolitana d'Ingolstadt - un bàcul pastoral, que simbolitza el bisbat d'Eichstätt - una cornamenta, que simbolitza el comtat medieval d'Hirschberg (en alemany Hirsch = "cérvol") - el patró a quadres blau i blanc de Baviera |

## Ciutats i municipis

Ciutats i municipis al Landkreis Eichstätt

| Ciutats                    | Municipis | |
| -------------------------- | --- | --- |
| 1. Beilngries 2. Eichstätt | 1. Adelschlag 2. Altmannstein 3. Böhmfeld 4. Buxheim 5. Denkendorf 6. Dollnstein 7. Egweil 8. Eitensheim 9. Gaimersheim 10. Großmehring 11. Hepberg 12. Hitzhofen 13. Kinding 14. Kipfenberg | 1. Kösching 2. Lenting 3. Mindelstetten 4. Mörnsheim 5. Nassenfels 6. Oberdolling 7. Pförring 8. Pollenfeld 9. Schernfeld 10. Stammham 11. Titting 12. Walting 13. Wellheim 14. Wettstetten |